# شهرستان پورتیج (اوهایو)
شهرستان پورتیج، اوهایو (به انگلیسی: Portage County, Ohio) یک سکونتگاه مسکونی در ایالات متحده آمریکا است که در اوهایو واقع شده‌است.